# Meer van Chini
Chini is een klein stuwmeer in de Dogu'a Tembien woreda van Tigray in Ethiopië. De 151 meter lange aarden dam werd gebouwd in 1993 door de ‘’Relief Society of Tigray”. Het voornaamste doel was water te vergaren om het vee te drenken.
Het stroomgebied van het reservoir is 1,86 km² groot, met een omtrek van 5,15 km en een lengte van 1800 meter. Het reservoir ondergaat snelle sedimentafzetting. Het gesteente in het bekken is basalt. Een deel van het water gaat verloren door insijpeling; een positief neveneffect hiervan is dat dit bijdraagt tot het grondwaterpeil. En dus is er een sterke vergroening opgetreden, zowel stroomop als stroomaf van het meertje.